# ستانلي فورمان ريد
ستانلي فورمان ريد (بالإنجليزية: Stanley Forman Reed) هو قاضي ومحامي أمريكي، ولد في 31 ديسمبر 1884 في Minerva, Kentucky ‏ في الولايات المتحدة، وتوفي في 2 أبريل 1980 في هنتنغتون في الولايات المتحدة.

## وصلات خارجية
- ستانلي فورمان ريد على موقع الموسوعة البريطانية (الإنجليزية)
- ستانلي فورمان ريد على موقع إن إن دي بي (الإنجليزية)